# Майоров, Михаил Максимович
Михаил Максимович Майоров — советский хозяйственный, государственный и политический деятель.

## Биография
Родился в 1909 году на железнодорожном разъезде Вослебово. Член ВКП(б) с 1932 года.
С 1936 года — на хозяйственной, общественной и политической работе. В 1936—1983 гг. — заместитель начальника, начальника депо станции Пенза-1, начальник Моршанского отделения паровозного хозяйства, 2-й, 1-й секретарь Моршанского городского комитета ВКП(б), 2-й секретарь Тамбовского областного комитета ВКП(б), заместитель заведующего Транспортным отделом ЦК ВКП(б), инспектор ЦК КПСС, 2-й секретарь Владимирского областного комитета КПСС, председатель Исполнительного комитета Владимирского областного Совета, 1-й секретарь Владимирского областного комитета КПСС, заведующий Отделом административных и торгово-финансовых органов, Отделом торговли и бытового обслуживания Калужского областного комитета КПСС.
Избирался депутатом Верховного Совета РСФСР 2-го и 5-го созывов.